# Tetřev černozobý
Tetřev černozobý (Tetrao urogalloides) je statný tetřevovitý pták obývající rozsáhlé oblasti ruské východní Sibiře a částečně i severní Číny a Mongolska. Je úzce příbuzný geograficky rozšířenějšímu tetřevu hlušci (Tetrao urogallus), se kterým ho pojí podobnost genetická, morfologická i etologická.
Zatímco slepice mají hnědé zbarvení s bílým kropením, kohouti jsou spíše do tmava, taktéž s bílým kropením. Obě pohlaví mají nad očima červené kožní zduřeniny (poušky), které jsou výraznější u samců. Rozmnožovací strategií druhu je skupinový tok. Samice kladou vejce do mělké prohlubně v zemi vystlané dostupnými materiály jako jsou jehličí a peří. Ke kladení vajec dochází nejčastěji od května do června. Snůšku tvoří 6–7 vajec. Inkubační doba trvá kolem 20–25 dní.

## Taxonomie
Tetřev černozobý tvoří následující 2 poddruhy:
- T. u. urogalloides Middendorff, 1853 – vyskytuje se v severovýchodní Asii
- T. u. kamtschaticus Kittlitz, 1858 – obývá Kamčatský poloostrov

## Popis
Statný pták s tělem podobným slepici má velkou hlavu, tlustý krk, zakulacená křídla a mohutný ocas, který má při rozevření tvar vějíře. Nad očima má červené kožní zduřeniny (poušky), která jsou zvláště výrazné u kohoutů. Zobák kohoutů je černý (odtud druhové jméno černozobý), u slepic tmavě-šedě černý. Z brady vyrůstá nápadná „bradka“. Duhovka je hnědá. Prsty tmavě hnědé. Opeření sahá až k zánártí. Pohlavní dimorfismus je výrazný. Výška těla kohoutů dosahuje 89–97 cm, slepice jsou menší s výškou kolem 69–75 cm. Délka křídla kohoutů je kolem 40 cm, u slepic 31 cm. Zatímco kohouti váží 3,4–4,6 kg, slepice mezi 1,7–2,2 kg.
Kohouti mají hlavu, krk a postranní hrudní oblasti černé s nádechem lesklé fialovo-modré, která přechází na hrudi až do lesklé modrozelené. Spodní krovky ocasní jsou do černa s jasně bílým zakončením. Křídla jsou hnědá, občas s bílým kropením nebo bílými konci. Hřbet, kostřec a svrchní ocasní krovky jsou tmavě hnědo-šedé. Rýdovací pera jsou na koncích bílá. Ocas je načernalý. Slepice jsou kryptického zabarvení. Jejich opeření je většinou skořicově či rezavě hnědé s bílým kropením. Řada per je bíle lemována, což je patrné hlavně na křídlech, kde bílá vyniká nejvíce.
Oproti tetřevu hlušci se kohouti tetřevů černozobých liší menším vzrůstem, tmavším opeřením, menším tmavším zobákem a výraznějšími bílými fleky na svrchních krovkách ocasních a na křídlech. Slepice tetřevů černozobých zase nemají rezavě zbarvený flek na hrudi a bílé fleky na křídlech jsou mnohem výraznější.

## Biologie a chování
Tetřev černozobý má podobnou biologii jako příbuzný tetřev hlušec. Žije převážně usedavým způsobem života, i když může vykonávat kratší přesuny v závislosti na dostupnosti potravy. V zimě občas tvoří neforemná a krátko trvající hejna.

### Rozmnožování
Podobně jako u některých dalších druhů tetřevů, i u tetřevů černozobých je rozmnožovací strategie skupinový tok neboli lek. Kohouti se začínají shromažďovat na lekovišti, čili otevřeném plácku, s příchodem jara. Na lekovišti si utvoří teritoria o velikostech cca 30×30 m, která následně brání před ostatními kohouty. Většina bojů skončí na úrovni výhrůžek, avšak když už dojde k bojům, může dojít i k vážným zraněním. Během leku kohouti hlasitě tokají, typicky z dostupné vyvýšeniny, kterou může být např. pařez nebo spadlý kmen stromu. Jejich tok, kterým lákají samice z blízkého okolí, je velmi hlasitý a při příhodných povětrnostních podmínkách jej lze slyšet až na 1,5 km daleko. Dalším způsobem, jak kohouti lákají samice, jsou skoky do výše (většinou přes 2 metry, výjimečně i 8–10 m) za hlasitého třepotání křídel. K největším aktivitám dochází od úsvitu do cca 10–11 h dopoledne, nicméně kohouti přilétají na lekoviště již před soumrakem. Až do setmění hlasitě tokají, načež celou noc hřadují, aby byli brzy ráno plni síly a mohlo se začít s boji a naparováním.
Slepice boje a naparování samců pozorují z okrajů tokanišť. Svou připravenost k páření dají najevo úklonem se svěšenými křídly. Pokud to samec zaznamená, přistoupí k samici, nastane velmi rychlá vehementní kopulace (samotný akt může trvat jen 2 vteřiny), načež se samec  vrátí zpět na lekoviště. Slepice si po sexuálním aktu na chvíli čistí peří a pak odchází pryč.
Samice kladou vejce do mělké prohlubně v zemi vystlané dostupnými materiály jako jsou jehličí a peří. Ke kladení vajec dochází nejčastěji od května do června. Snůšku tvoří 6–7 vajec. Inkubační doba trvá kolem 20–25 dní.

### Potrava
Živí se pupeny modřínů, bříz i dalších stromů. V teplejších měsících svůj jídelníček doplňuje dostupnými bobulemi.

## Rozšíření a stanoviště
Druh obývá modřínové a borovicové lesy východoasijské tajgy. Na Kamčatce obývá březové lesíky. Vyskytuje se hlavně v nižších polohách do výše 1000 m n. m.
Tento druh tetřeva má rozsáhlý areál rozšíření pokrývající sever Mongolska, Čína a velkou část východního sibiřského Ruska včetně Kamčatky. Většina populace se nachází v Rusku. Celkový počet populace není znám, odhady se pohybují od 100 tisíc do 1 milion pářících párů.

## Ohrožení a ochrana
Mezinárodní svaz ochrany přírody druh hodnotí jako málo dotčený. Potenciální nebezpečí může pro druh představovat nadměrný lov.